# Nigel Cooke
Nigel Cooke, född 1973 i Manchester, är en engelsk målare bosatt i Kent. Han är utbildad vid Nottingham Trent University, Royal College of Art och Goldsmiths. Hans uttryck ligger mellan figuration och abstraktion och skildrar ofta ensamma människor i fantasimiljöer. En viktig influens har varit Francis Bacon. Cooke har avfärdat idén om en konflikt mellan abstrakt och figurativt måleri som något som tillhör 1900-talets konsthistoria.